# هتل فیلیپس (کانزاس سیتی)

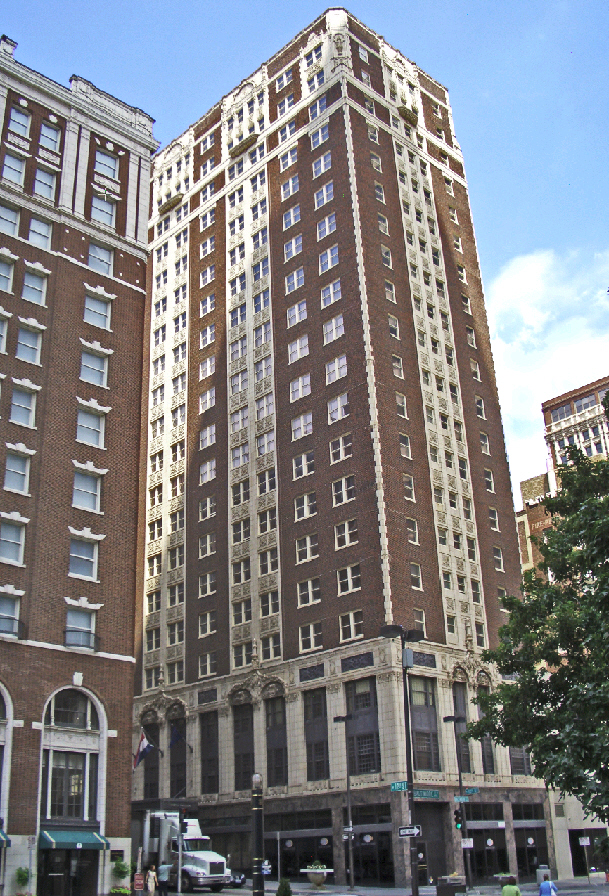

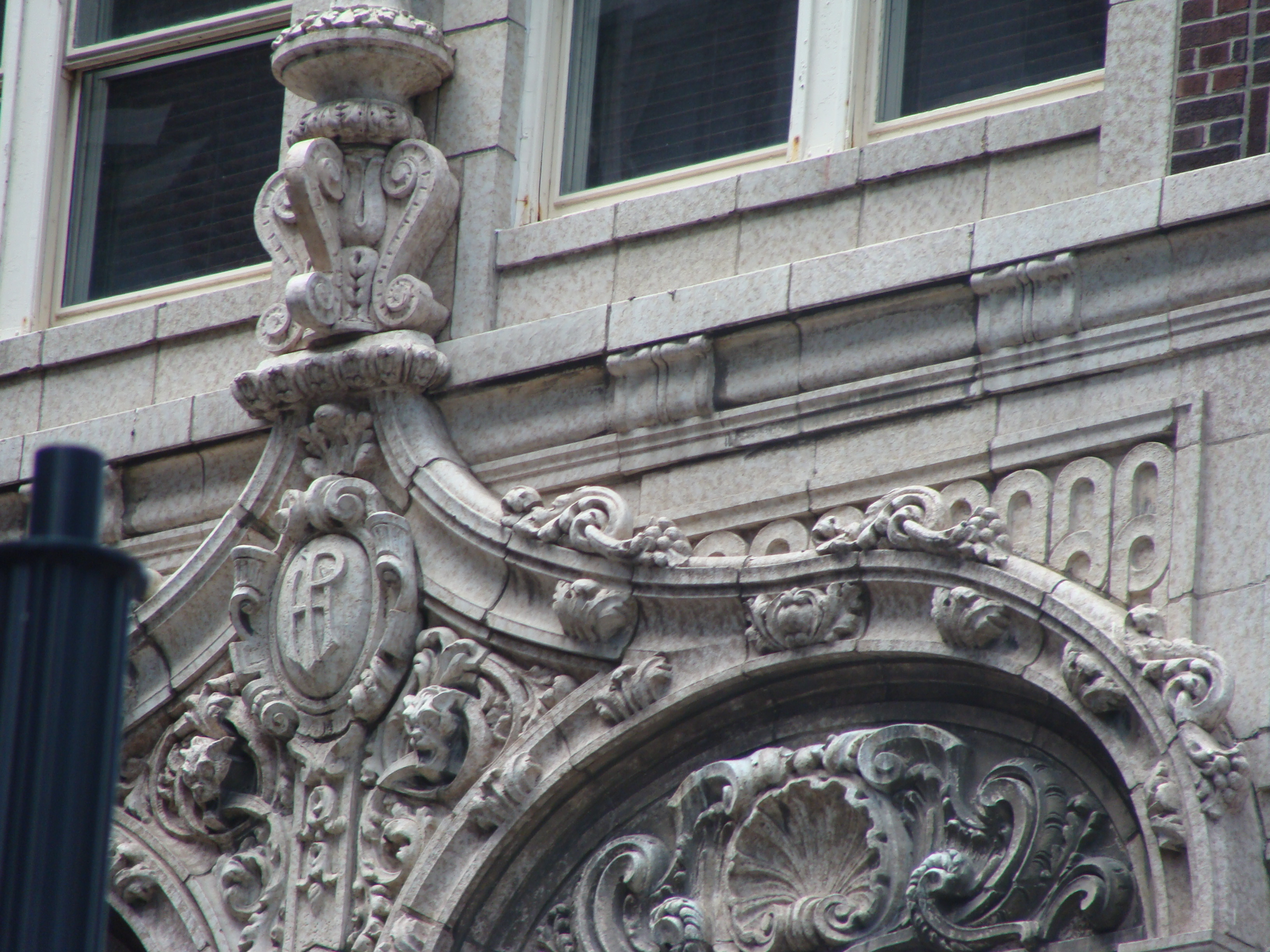

هتل فیلیپس (به انگلیسی: Hotel Phillips) نام یک هتل قدیمی در شهر کانزاس سیتی در ایالت میزوری در آمریکا است.
این ساختمان ۲۲ طبقه در سال ۱۳۰۸ هجری خورشیدی (۱۹۲۹ میلادی) ساخته گردید، و امروزه در ثبت اماکن تاریخی ملی آمریکا قرار دارد.